# Чемпионат Винницкой области по футболу
Чемпионат Винницкой области по футболу — областное соревнование украинского футбола среди любительских команд. Проводится под эгидой Винницкой областной ассоциации футбола.

## Все победители
| Год       | Победитель                                     | 2 место                                         | 3 место                                     |
| --------- | ---------------------------------------------- | ----------------------------------------------- | ------------------------------------------- |
| 1992/1993 | «Подолье» (с. Кирнасовка, Тульчинский р-н)     | «Интеграл» (Винница)                            |                                             |
| 1993/1994 | «Подолье» (с. Кирнасовка, Тульчинский р-н)     | «Химик» (Винница)                               |                                             |
| 1994/1995 | «Подолье» (с. Кирнасовка, Тульчинский р-н)     | «Гранит» (Шаргород)                             |                                             |
| 1995/1996 | «Химик» (Винница)                              | «Свитанок» (Винницкий р-н)                      |                                             |
| 1996/1997 | «Фортуна» (Шаргород)                           | «Кировец» (Могилёв-Подольский)                  |                                             |
| 1997/1998 | «Кировец» (Могилёв-Подольский)                 | «Химик» (Винница)                               |                                             |
| 1998/1999 | «Подолье» (с. Кирнасовка, Тульчинский р-н)     | «Академик-Нива» (Винница)                       |                                             |
| 1999/2000 | «Подолье» (с. Кирнасовка, Тульчинский р-н)     | «Строитель-Нива» (смт. Гнивань, Тывровский р-н) |                                             |
| 2000/2001 | «Подолье» (с. Кирнасовка, Тульчинский р-н)     | «Строитель-Нива» (смт. Гнивань, Тывровский р-н) |                                             |
| 2001/2002 | «Подолье» (с. Кирнасовка, Тульчинский р-н)     | «Кировец» (Могилёв-Подольский)                  |                                             |
| 2002/2003 | «Подолье-МЛ» (с. Кирнасовка, Тульчинский р-н)  | «Кировец» (Могилёв-Подольский)                  |                                             |
| 2003/2004 | «Подолье-МЛ» (c. Кирнасовка, Тульчинский р-н)  | «Авангард-Энергия» (Ладыжин)                    | «Нива» (Винница)                            |
| 2004/2005 | «Подолье-Лес» (с. Кирнасовка, Тульчинский р-н) | «Горизонт» (Казатин)                            | «Строитель» (Гнивань)                       |
| 2005/2006 | «Лесник-Подолье» (Тульчин)                     |                                                 |                                             |
| 2006/2007 | «Авангард» (пгт Сутиски, Тывровский р-н)       | «Горизонт» (Казатин)                            | «Нива-Свитанок» (Винница)                   |
| 2007/2008 | «O.L.KAR.» (Шаргород)                          | «Авангард» (пгт Сутиски, Тывровский р-н)        | «Ларис» (с. Калиновка, Калиновский р-н)     |
| 2008/2009 | «Авангард» (пгт Сутиски, Тывровский р-н)       | «Горизонт» (Казатин)                            | ФК «Тульчин»                                |
| 2009/2010 | «Вилам» (Хмельник)                             | «Тирас» (Ямполь)                                | ФК «КФКС — Нива 2» (Винница)                |
| 2010/2011 | «Тирас» (Ямполь)                               |                                                 |                                             |
| 2012/2013 | ФК «Винница»                                   | «Сокол» (Гайсин)                                | «Шляховик» (Погребище)                      |
| 2013/2014 | «Шляховик» (Погребище)                         | ФК «Винница»                                    |                                             |
| 2014/2015 | «Патриот» (Кукавка, Могилев-Подольский р-н)    | ФК «Винница»                                    | «Шляховик» (Погребище)                      |
| 2015/2016 |                                                |                                                 |                                             |
| 2016/2017 | «ЕМС-Подолье» (Винница)                        | «Факел» (Липовец)                               | «Патриот» (Кукавка, Могилев-Подольский р-н) |
| 2017/2018 | «Свитанок-Агросвит» (Шляховая)                 | «Факел» (Липовец)                               | «ЕМС-Подолье» (Винница)                     |
| 2018/2019 | «Свитанок-Агросвит» (Шляховая)                 | «Владимир» (Тывров)                             | «Монолит» (Казатин)                         |
| 2019/2020 | ФК «Томашполь»                                 | «Монолит» (Казатин)                             | «Факел» (Липовец)                           |
| 2020/2021 | «Факел» (Липовец)                              | «Монолит» (Казатин)                             | ФК «Орловка»                                |
| 2021/2022 | не завершен                                    |                                                 |                                             |
| 2022/2023 | «ЯСКО» (Винница)                               | ФК «Орловка»                                    | «Горизонт» (Хоньковцы)                      |
| 2023/2024 | «Подолья» (Кирнасовка)                         | «Факел» (Липовец)                               | «Авангард» (Ладыжин)                        |